# Chalaux (rivière)
Pour les articles homonymes, voir Chalaux (homonymie).

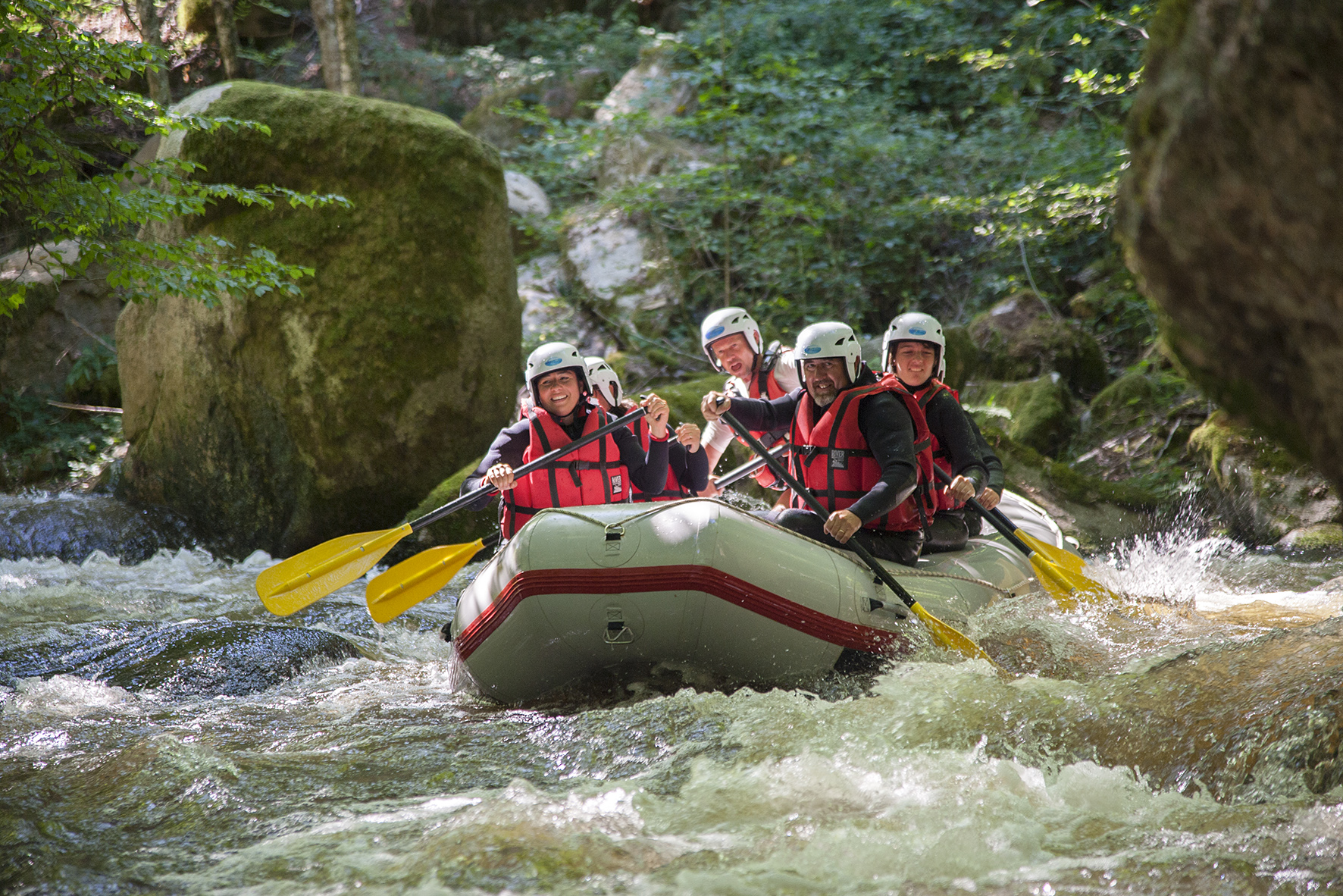
Angie Rafting.

Le Chalaux est une rivière française qui coule dans les départements de la Nièvre et de l'Yonne. C'est un affluent de la Cure en rive gauche, donc un sous-affluent de la Seine par la Cure, puis l'Yonne.
C'est typiquement un cours d'eau du massif du Morvan. La totalité de son bassin fait partie du parc naturel régional du Morvan.

## Géographie

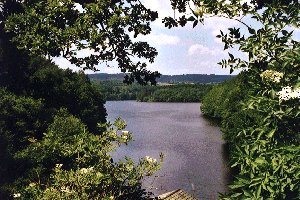
Le lac de Chaumeçon est l'émissaire du Chalaux.

La longueur de son cours d'eau est de 36,2 km.
Le Chalaux prend naissance dans le massif du Morvan, sur le territoire de la localité de Planchez, dans le département de la Nièvre, à douze kilomètres au nord-est de Château-Chinon. Il se jette dans la Cure (rive gauche) à Saint-Germain-des-Champs, dans le département de l'Yonne au niveau du lac du Crescent (créé par le barrage du Crescent sur la Cure).
Le cours du Chalaux est barré par le barrage de Chaumeçon sur le territoire de la commune de Brassy, ce qui a donné naissance à un fort beau lac presque entièrement entouré de bois et de forêts.

## Communes traversées
Le Chalaux traverse ou longe les communes suivantes :
- Département de la Nièvre : Planchez, Ouroux-en-Morvan, Brassy, Saint-Martin-du-Puy, Chalaux et Marigny-l'Église.
- Département de l'Yonne : Saint-Germain-des-Champs

## Hydrologie
Le Chalaux est une rivière abondante, comme l'ensemble des cours d'eau du Morvan. Son débit a été observé durant une période de 36 ans (1946-1981), à Saint-Martin-du-Puy, localité située à huit kilomètres de son débouché dans la Cure. Le bassin versant de la rivière est de 97,4 km2, soit près de 90 % de la totalité de ce dernier.
Le module de la rivière à Saint-Martin-du-Puy est de 2,06 m3/s.
Le Chalaux présente des fluctuations saisonnières de débit modérées, avec une période de hautes eaux d'hiver portant le débit mensuel moyen à un niveau situé entre 2,90 et 3,92 m3/s, de décembre à mars inclus (avec un maximum en février puis en janvier). Dès fin mars le débit diminue progressivement (2,29 m3/s en avril) pour aboutir à la période des basses eaux, assez longue, qui se déroule de juillet à octobre inclus, amenant une baisse du débit moyen mensuel allant jusqu'à 0,875 m3/s au mois d'août, ce qui reste très acceptable pour un cours d'eau de cette taille. Mais les fluctuations de débit peuvent être plus importantes selon les années et sur des périodes plus courtes.
À l'étiage le VCN3 peut chuter jusque 0,067 m3/s, en cas de période quinquennale sèche, soit 67 litres par seconde, ce qui peut être qualifié de sévère, mais est assez fréquent parmi les cours d'eau de la région.
Les crues, quant à elles, peuvent être assez importantes, compte tenu de l'exiguïté du bassin versant. La série des QIX n'a pas été calculée, mais celle des QJX l'a été. Les QJX 2 et QJX 5 valent respectivement 11 et 16 m3/s. Le QJ 10 est de 18 m3/s, le QJ 20 de 21 m3/s, tandis que le QJ 50 se monte à 24 m3/s.
Le débit journalier maximal enregistré à Saint-Martin-du-Puy durant cette période, a été de 24,5 m3/s le 20 janvier 1981. En compare ce chiffre à l'échelle des QJX explicitée plus haut, il apparaît que cette crue était d'ordre cinquantennale et donc très exceptionnelle.
Le Chalaux est une rivière abondante comme tous les cours d'eau du massif bien arrosé du Morvan. La lame d'eau écoulée dans son bassin versant est de 667 millimètres annuellement, un record pour le bassin de la Seine. Ce chiffre est deux fois supérieur à la moyenne d'ensemble de la France tous bassins confondus, mais aussi largement supérieur à la moyenne des bassins de la Seine (240 millimètres) et de l'Yonne (274 mm). Le débit spécifique (ou Qsp) de la rivière atteint 21,0 litres par seconde et par kilomètre carré de bassin.
Pour les kayakistes, cette rivière est très intéressante du fait de ses passages étroits pour un volume de 5,3 M3 / S. Trois passages sortent du lot : le 1er appelé "la piscine à big" ou “la piscine à billes“ dont le lieu originel est "le gôr du loup", c'est une petite chute d'environ 1,00 m de haut  avec des petits bouillons de jacuzzi en pied; le 2ème passage est appelé "La perte des vaux", c'est une chute d'environ 2,00 m de haut avec un gros rocher qui sépare celle-ci en deux; le 3e passage est appelé "Le courtibas", c'est un "S" avec dénivelé.

## Histoire
Du 19 au 24 juillet 2005, les championnats d'Europe de canoë-kayak se déroulèrent sur le Chalaux.
Du 24 au 28 juillet 2013, les championnats de France de canoë-kayak se déroulèrent sur le Chalaux dans la discipline descente.